# Junior Wells
Junior Wells, vero nome Amos Wells Blakemore Jr. (Memphis, 9 dicembre 1934 – Chicago, 15 gennaio 1998), è stato un armonicista statunitense.
È stato un importante esponente del blues americano. Ha raggiunto la notorietà grazie a collaborazioni con artisti come Muddy Waters, Buddy Guy, Bonnie Raitt, The Rolling Stones e Van Morrison.

## Discografia

### Album studio
- 1965 - Hoodoo Man Blues (Delmark Records, DS-612), intestato a Junior Wells' Chicago Blues Band[1], con Buddy Guy
- 1966 - It's My Life, Baby! (Vanguard Records, VSD-79231)
- 1968 - Coming at You (Vanguard Records, VSD-79262)
- 1968 - You're Tuff Enough (Blue Rock Records, SRB 64002)
- 1970 - Buddy and the Juniors (Blue Thumb Records, BTS-8820) con Buddy Guy e Junior Mance
- 1970 - Southside Blues Jam (Delmark Records, DS-628) con Buddy Guy, Otis Spann, Louis Myers
- 1972 - South Side Reunion (Warner Bros. Records, BS 2646) intestato a Memphis Slim con Buddy Guy, registrato al Michel Magne Studio, Hérouville, Oise (Francia), 17-18 settembre 1970 durante il Rolling Stones European Tour 1970[2]
- 1972 - Play the Blues (Atco Records, SD 33-364) con Buddy Guy, registrazioni in studio del 1970
- 1974 - On Tap (Delmark Records, DS-635) con Phil Guy[3] e Sammy Lawhorn[3]
- 1979 - Pleading the Blues (Isabel Records, 900.501) con Buddy Guy
- 1981 - Going Back (Isabel Records, 900.510) con Buddy Guy
- 1990 - Harp Attack! (Alligator Records, AL-4790) con James Cotton, Carey Bell e Billy Branch
- 1991 - Alone & Acoustic (Alligator Records, ALCD 4802) con Buddy Guy
- 1993 - Better Off with the Blues (Telarc Records, CD-83354) con Buddy Guy ospite (in due tracce[4])
- 1995 - Everybody's Gettin' Some (Telarc Records, CD-83360) con Sonny Landreth[5]
- 1996 - Come on in This House (Telarc Records, CD-83395) con Sonny Landreth[6] e Derek Trucks[6]

### Live
- 1969 - Sings Live at the Golden Bear (Blue Rock Records, SRB 64003), registrazioni del 1969
- 1975 - Live Recording at Yuhbin-Chokin Hall On March 1975 (Bourbon Records, BMC-2001/2) con Buddy Guy, inizialmente pubblicato solo sul mercato giapponese[7]
- 1978 - Live in Montreux  (Black and Blue Records, 33.530) con Buddy Guy, pubblicato inizialmente solo sul mercato francese[8]
- 1982 - Drinkin' TNT 'n' Smokin' Dynamite (Blind Pig Records, BP1182) con Buddy Guy, registrazioni del 1974
- 1983 - The Original Blues Brothers (Quicksilver Records, QS 5004) con Buddy Guy, registrazioni del 1964
- 1991 - Live at Theresa's 1975 (Delmark Records, DMK787), registrazioni del 1975
- 1997[9][10] - Live at Buddy Guy's Legends (Telarc Records, CD-83412), registrazioni del 1996
- 1998 - Last Time Around:Live at Legends (Silverstone Records) con Buddy Guy, registrazioni del 1993
- 2003 - Chicago Blues Festival 1964 (Stardust Records, CLP 1331-2) con Buddy Guy, registrazioni del 1964
- 2003 - Live at the Mystery Club (Quicksilver Records, QSCD-5004) con Buddy Guy, registrazioni del 1964
- 2010 - Live in Boston 1966 (Delmark Records, B003UOM5OC), registrazioni del 1966

### Raccolte
- 1972 - In My Younger Days (Red Lightnin' Records)
- 1976 - Blues Hit Big Town (P-Vine Special Records, PLP-379), registrazioni in studio del periodo 1953-1954
- 1981 - Universal Rock (Flyright Records)
- 1985 - Chiefly Wells (Flyright Records)
- 1988 - You're Tuff Enough (Mercury Records)
- 1992 - The Blues Collection: Earl Hooker & Junior Wells (Orbis Records)
- 1998 - Best of the Vanguard Years (Vanguard Records)
- 1998 - Keep on Steppin': The Best of Junior Wells (Telarc Records)
- 2003 - Messin' with the Kid: The Chief/Profile/U.S.A. Sessions 1957-1963 (P-Vine Special Records, PLP-9016), incisioni in studio del periodo 1957-1963
- 2007 - Vanguard Visionaries (Vanguard Visinaries Records)